# Tikei
Tikei – wyspa na Oceanie Spokojnym, w Polinezji Francuskiej wchodząca w skład grupy wysp Îles du Roi Georges położonych w północno-wschodniej części archipelagu Tuamotu.
Wyspa została odkryta w 1722 roku przez Jacoba Roggeveena.